# Meitetsu Ichinomiya-Linie
| Streckenlänge: | 7,1 km                    |                             |           |
| Spurweite: | 1067 mm (Kapspur)         |                             |           |
| Stromsystem: | 1500 V =                  |                             |           |
| Zweigleisigkeit: | nein                      |                             |           |
| |                           |                             |           |
| Gesellschaft: | Meitetsu (Nagoya Tetsudō) |                             |           |
| \| \| 0,0 \| Iwakura (岩倉) \| 1912– \| \| \| \| Depot Iwakura \| –1960 \| \| \| \| Meitetsu Iwakura-Zweiglinie \| 1920–1964 \| \| \| \| Meitetsu Inuyama-Linie \| 1912– \| \| \| 2,3 \| Moto-Oyama (元小山) \| 1912–1965 \| \| \| 3,4 \| Hane (羽根) \| 1912–1965 \| \| \| 4,5 \| Asano (浅野) \| 1912–1965 \| \| \| 6,0 \| Inden (印田) \| 1930–1965 \| \| \| \| Nishi-Inden (西印田) \| 1912–1913 \| \| \| 6,5 \| Hanaokachō (花岡町) \| 1930–1965 \| \| \| 7,1 \| Higashi-Ichinomiya (東一宮) \| 1913–1965 \| |                           |                             |           |
| Bahnhof | 0,0                       | Iwakura (岩倉)              | 1912–     |
| Abzweig geradeaus und ehemals nach links · Betriebsstelle Streckenende und quer |                           | Depot Iwakura               | –1960     |
| Abzweig geradeaus, ehemals nach links und ehemals nach rechts · Strecke von rechts (außer Betrieb) |                           | Meitetsu Iwakura-Zweiglinie | 1920–1964 |
| Strecke nach rechts · Strecke (außer Betrieb) |                           | Meitetsu Inuyama-Linie      | 1912–     |
| Haltepunkt / Haltestelle (Strecke außer Betrieb) | 2,3                       | Moto-Oyama (元小山)         | 1912–1965 |
| Haltepunkt / Haltestelle (Strecke außer Betrieb) | 3,4                       | Hane (羽根)                 | 1912–1965 |
| Bahnhof (Strecke außer Betrieb) | 4,5                       | Asano (浅野)                | 1912–1965 |
| Haltepunkt / Haltestelle (Strecke außer Betrieb) | 6,0                       | Inden (印田)                | 1930–1965 |
| Haltepunkt / Haltestelle (Strecke außer Betrieb) |                           | Nishi-Inden (西印田)        | 1912–1913 |
| Haltepunkt / Haltestelle (Strecke außer Betrieb) | 6,5                       | Hanaokachō (花岡町)         | 1930–1965 |
| Kopfbahnhof Streckenende (Strecke außer Betrieb) | 7,1                       | Higashi-Ichinomiya (東一宮) | 1913–1965 |

Die Meitetsu Ichinomiya-Linie (jap. 名鉄一宮線, Meitetsu Ichinomiya-sen) war eine Eisenbahnstrecke in der Präfektur Aichi in Japan. Sie war von 1912 bis 1965 in Betrieb, gehörte der Bahngesellschaft Meitetsu (Nagoya Tetsudō) und verband nördlich von Nagoya die Städte Iwakura und Ichinomiya miteinander.

## Streckenbeschreibung
Die 7,1 km lange Strecke war in Kapspur (1067 mm) verlegt, eingleisig und mit 1500 V Gleichspannung elektrifiziert. Sie begann am Bahnhof Iwakura, wo sie von der Meitetsu Inuyama-Linie abzweigte. In überwiegend westlicher Richtung durchquerte sie einen Bereich der Nōbi-Ebene und endete im Bahnhof Higashi-Ichinomiya. Dieser lag etwa einen halben Kilometer östlich des Bahnhofs Meitetsu Ichinomiya an der Meitetsu Nagoya-Hauptlinie.

## Geschichte
Die Bahngesellschaft Nagoya Denki Tetsudō (eine Vorgängerin der Meitetsu) baute die Ichinomiya-Linie zusammen mit der Inuyama-Linie und nahm sie gleichzeitig in Betrieb. Sie gehörten zu den ersten Überlandlinien des zuvor ausschließlich auf den Betrieb der Straßenbahn Nagoya fokussierten Unternehmens. Nach dem Vorbild amerikanischer Interurbans erschlossen sie die rasch wachsenden Vororte nordwestlich von Nagoya. Der erste Abschnitt vom Bahnhof Iwakura zur provisorischen Haltestellen Nishi-Inden ging am 6. August 1912 in Betrieb. Die restliche Strecke nach Higashi-Ichinomiya folgte am 25. Januar 1913. Obwohl die Strecke zwischen Nagoya und Ichinomiya einen Umweg machte, erwies sich die neue Bahn wegen der elektrischen Traktion und der häufiger verkehrenden Züge als ernsthafte Konkurrenz für die staatliche Tōkaidō-Hauptlinie.
Durch die Verlängerung der Meitetsu Nagoya-Hauptlinie von Nagoya nach Ichinomiya im Jahr 1928 begann sich die Situation zu ändern und die Ichinomiya-Linie verlor zusehends an Bedeutung. Dieser Trend verstärkte sich mit der Verlängerung der Hauptlinie nach Gifu und der Einführung von Schnell- und Eilzügen weiter. In den 1950er Jahren förderte die Meitetsu die Einrichtung von Buslinien und betrachtete die Bahnerschließung Ichinomiyas aus zwei Richtungen als wenig rentabel. Zudem musste eine Entscheidung getroffen werden, ob die Kreuzung mit einer in Bau befindlichen Umgehungsstraße höhenfrei ausgeführt werden soll.

## Liste der Bahnhöfe
| Name                      | km  | Anschlusslinien        | Lage   | Ort        |
| ------------------------- | --- | ---------------------- | ------ | ---------- |
| Iwakura (岩倉)            | 0,0 | Meitetsu Inuyama-Linie | Koord. | Iwakura    |
| Moto-Oyama (元小山)       | 2,3 |                        |        | Ichinomiya |
| Hane (羽根)               | 3,4 |                        |        | Ichinomiya |
| Asano (浅野)              | 4,5 |                        |        | Ichinomiya |
| Inden (印田)              | 6,0 |                        |        | Ichinomiya |
| Hanaokachō (花岡町)       | 6,5 |                        |        | Ichinomiya |
| Higashi-Ichinomiya (小牧) | 7,1 |                        | Koord. | Ichinomiya |